# Bezirksgemeinde Saldus
Die Bezirksgemeinde Saldus (lettisch Saldus novads) – wie alle Novadi Lettlands in rechtlichem Sinne eine Großgemeinde – liegt im Westen des Landes in der historischen Landschaft Kurland. Ihr Verwaltungssitz ist in Saldus.
Die Bezirksgemeinde entstand im Rahmen einer Verwaltungsreform zum 1. Juli 2021 durch den Zusammenschluss des alten Bezirks Saldus mit dem  Bezirk Brocēni, sodass er dem Kreis Saldus entspricht, der bis 2009 Bestand hatte.

## Geografie
Das Gebiet grenzt im Südwesten an die Bezirksgemeinde Dienvidkurzeme, im Westen an die Bezirksgemeinde Kuldīga, im Nordosten an die Bezirksgemeinde Tukums, im Osten an die Bezirksgemeinde Dobele und im Süden an Litauen.
Größte Flüsse sind die Venta, die Ciecere und der Grenzfluss zu Litauen, die Vadakste.

## Gliederung
Die Bezirksgemeinde umfasst die 2 Städte (pilsētas) Brocēni und Saldus sowie 19 Gemeinden (pagasti):
| - Blīdene - Ciecere - Ezere - Gaiķi - Jaunauce - Jaunlutriņi - Kursīši | - Lutriņi - Nīgrande - Novadnieki - Pampāļi - Remte - Ruba - Saldus (Land) | - Šķēde - Vadakste - Zaņa - Zirņi - Zvārde |

## Verkehr
Durch die Bezirksgemeinde verläuft die Bahnstrecke Jelgava–Liepāja mit Bahnhöfen in Brocēni und Saldus. Wichtigste Straßenverbindung ist die von Ost nach West verlaufende Staatsstraße A9 von Riga nach Liepāja. Nördlich von Saldus und westlich von Ezere gibt es Flugplätze.

## Nachweise
1. ↑  Law on Administrative Territories and Populated Areas, likumi.lt, abgerufen am 7. August 2021